# Guénin
Guénin (tiếng Breton: Gwennin) là một xã ở tỉnh Morbihan trong vùng Bretagne tây bắc Pháp. Xã này có diện tích 28,71 km², dân số năm 1999 là 1227 người. Khu vực này có độ cao từ 32-152 mét trên mực nước biển.
Sông Ével chảy qua trung bộ xã theo hướng tây nam và tạo thành ranh giới tây nam.
Cư dân của Guénin danh xưng trong tiếng Pháp là Guéninois.